# Carea fuscomarginata
Carea fuscomarginata är en fjärilsart som beskrevs av George Francis Hampson 1894. Carea fuscomarginata ingår i släktet Carea och familjen trågspinnare. Inga underarter finns listade i Catalogue of Life.